# Kyle Peak
Der Kyle Peak ist ein 2850 m hoher Berg im ostantarktischen Viktorialand. In der Barker Range der Victory Mountains ragt er 3 km nordöstlich des Mount McCarthy auf. 
Das New Zealand Antarctic Place-Names Committee benannte ihn nach dem neuseeländischen Geochemiker Philip Raymond Kyle (* 1947), der zwischen 1971 und 1972 im Rahmen einer Kampagne der Victoria University’s Antarctic Expeditions an Untersuchungen in diesem Gebiet, einschließlich der Gebirgsgruppe The Pleiades, beteiligt war.